# Fernando Tejerina
Fernando Tejerina García (Sorriba del Esla, 2 de marzo de 1942) es un catedrático de universidad e investigador español, especializado en la termodinámica. Fue rector de la Universidad de Valladolid entre 1984 y 1994.

## Biografía
Natural de la localidad leonesa de Sorriba del Esla, se licenció en química en la Universidad de Valladolid y se doctoró en física en la Universidad de Valencia.
Obtuvo la cátedra de termodinámica en la Universidad de Valencia, pasando posteriormente a ocupar la de la Universidad Autónoma de Barcelona y finalmente la de la Universidad de Valladolid. Entre el 10 de mayo de 1996 y el 11 de julio de 1997 ocupó el cargo de secretario de Estado de Universidades, Investigación y Desarrollo. Ha escrito extensamente sobre termodinámica.

## Premios
Ha recibido el Premio Castilla y León de Investigación Científica y Técnica en 2013 y el premio a investigadores noveles de la Real Sociedad Española de Física, que también lo distinguió con la Medalla de Física. Además, recibió la Gran Cruz de la Orden Civil de Alfonso X el Sabio y la medalla de honor de la CRUE.